# Perversion narcissique
Ne doit pas être confondu avec Trouble de la personnalité narcissique.
Pour les articles homonymes, voir Perversion (homonymie).
La perversion narcissique est une notion théorisée par le psychiatre et psychanalyste Paul-Claude Racamier dans le domaine de la psychopathologie. Elle indique, non pas un type de personnalité, mais une pathologie relationnelle consistant en une déstructuration de la personnalité dans laquelle la notion d'altérité n'existe pas.
Bien que les notions de perversion narcissique et de pervers narcissique aient été reprises et popularisées, elles ne sont pas reconnues par la communauté scientifique et ne figurent pas dans le Manuel diagnostique et statistique des troubles mentaux (DSM), ni dans l'ICD (Classification internationale des maladies). Plus encore, ces termes sont souvent galvaudés, renvoyant la plupart du temps à des troubles de la personnalité narcissique.

## Historique de la notion

### Définition de Paul-Claude Racamier en 1986
La perversion narcissique est identifiée initialement par Paul-Claude Racamier en 1986 comme une forme particulière de perversion ,. Il précise ensuite cette notion en 1987 et 1992, ainsi que dans deux chapitres de son livre  Génie des origines en 1992. Il explique :

« Le mouvement pervers narcissique se définit essentiellement comme une façon organisée de se défendre de toute douleur et contradiction internes et de les expulser pour les faire couver ailleurs, tout en se survalorisant, tout cela aux dépens d’autrui. »

Il précise qu'il parle d'une affaire collective, loin d'être individuelle ou intrapsychique.
Paul-Claude Racamier, dans son article fondateur de 1986, explique que la pensée de la notion de perversion narcissique a précédé sa formalisation (p. I306).
En 2012, les chapitres 9 et 10 de son livre Génie des origines, qui font référence sur le thème de la perversion narcissique, sont réédités sous le titre Les perversions narcissiques.
On trouve également en 1993 la définition concise suivante de Racamier :

« une organisation durable caractérisée par la capacité à se mettre à l'abri des conflits internes, et en particulier du deuil, en se faisant valoir au détriment d'un objet manipulé comme un ustensile ou un faire-valoir. »

### Autres auteurs
La notion de perversion narcissique est explicitée par Alberto Eiguer en 1989 dans Le Pervers narcissique et son complice . Il parlera plus tard d'un « cas particulier de la pathologie du narcissisme ».
La notion de harcèlement moral, décrite par Marie-France Hirigoyen en 1998, s'appuie sur celle du « pervers narcissique » et la popularise. Dès lors, de multiples articles de presse s'en emparent  dans lesquels il n'est plus question de l' « agonie psychique » ni du « déni psychotique » de l'article fondateur de Paul-Claude Racamier.
Les premiers mentions médiatiques de l'expression interviennent entre 2001 et 2008 et ne servent alors qu'à caractériser un criminel dans la presse nationale.
La perversion narcissique n'a jamais été un trouble clinique reconnu, contrairement au trouble de la personnalité narcissique.

## Situation dans l'œuvre de Paul-Claude Racamier
La thématique de la perversion narcissique émerge chez Racamier en 1978 dans son article sur les paradoxes de la schizophrénie : « Schizophrénie et Paradoxalité », au sous-titre évocateur : « Où l’on voit les schizophrènes donner une réponse inédite à la question de Hamlet » : 

« Après tout, le narcissisme n'était qu’une perversion parmi d’autres dans l’inventaire d’Havelock Ellis avant que Freud, reprenant le mot, ne trouve à la notion les prolongements qui l'ont transfigurée (si l’idée du narcissisme vient à propos du paradoxe, ce n’est pas par hasard). »

Deux ans plus tard, en 1980, il énonce explicitement la notion de « perversion narcissique » dans Les Schizophrènes  au chapitre 2 : « De plusieurs constantes psychotiques, où l'on oppose l'anticonflictualité des schizophrènes à l'intraconflictualité des névroses » : 

« On s'attachera dans ce rapport à montrer que la schizophrénie s'organise de manière aléatoire le long du trajet qui va de la psychose aiguë à la perversion narcissique »

La notion de perversion narcissique n'est définie finalement par Racamier qu'en 1986 dans son article :  « Entre agonie psychique, déni psychotique et perversion narcissique » :
Reprenant la notion freudienne de déni, il précise :

« toute psychose avérée est le fruit d'un déni qui échoue (p. I301) »

Puis il évoque le principe de la « catastrophe psychique » (p. I304), avant d'aborder l'auto-engendrement de la psyché autour de ce qui la satisfait par des  « orgasmes du moi » dont font partie les perversions narcissiques.
La psyché, incomplètement construite, heurtée par des blessures infantiles et une mauvaise estime de soi, tente de se construire, ou du moins de calmer sa douleur, par la mainmise sur autrui et un plaisir de toute-puissance.

Il rappelle l'utilisation préalable de cette terminologie par lui-même, ainsi que par P. Greenacre et J. Chasseguet (p. I306), avant de la définir (p. I307) comme une : 

« propension active du sujet à nourrir son propre narcissisme aux dépens de celui d'autrui. Ce n'est donc pas d'une perversion sexuelle, plutôt d'une perversité »

 qu'il s'agit. 
Il explique :

« Sa fonction est double : il s'agit pour le perversif d'assurer sa propre immunité, par-devers le conflit et les douleurs de deuil, et de se valoriser narcissiquement (par rapport à des failles profondes et cachées) en attaquant le moi de l'autre et en jouissant de sa déroute. Cette déroute lui est ensuite imputée, ce qui fait que la jouissance perversive est toujours redoublée. (p. I307) »

D'autre part, il attache la perversion narcissique à un rapport singulier à la verbalisation (p. I308) : 

« Dans la psychose, les mots sont surinvestis à la place des objets. Mais dans la perversion narcissique, c'est la parole qui est surinvestie au détriment des êtres. Et ce n'est pas, comme dans la psychose, la réalité qui est surinvestie, c'est la vérité »

Ce qu'il synthétise : 

« Pour eux, un mensonge réussi compte comme une vérité. »

Il précisera encore la notion de perversion narcissique dans ses articles de 1987 : « De la perversion narcissique » et de 1992 « Pensée perverse et décervelage ».

## Réutilisations et réajustements
En 1989, un autre auteur, Alberto Eiguer, utilise cette notion de « perversion narcissique » pour décrire "le pervers narcissique et son complice" dans un ouvrage du même nom. Il y cite Racamier, mais décrit une personnalité, alors que Racamier se borne plutôt à expliquer un mécanisme, lui parle de mouvement, et dans l'article de 1992 il explique :

« Je parle au singulier. Il faudrait parler au pluriel. C’est que la perversion narcissique est loin d’être une affaire individuelle : c’est une affaire collective, et à partir du moment où les espaces psychiques sont transgressés, nous savons que tous les débordements sont possibles.

Pareillement, le mouvement pervers est loin d’être une affaire intrapsychique. C’est une affaire hautement interactive. Car il est tellement, ce mouvement, tourné vers autrui, qu’il ne cesse de s’en servir. »

Selon Gérard Bayle, Racamier ne cherche pas à qualifier des individus mais à identifier l'origine d'un dysfonctionnement dans les interactions : il explique que la notion « sert son souci de décrire et de traquer les processus pervers dans les familles et dans les groupes ». Racamier précise : « Il n’y a rien à attendre de la fréquentation des pervers narcissiques, on peut seulement espérer s’en sortir indemne. ».

## Concept de Racamier par rapport aux notions respectives de perversion et de narcissisme
- Si vous ne connaissez pas le sujet, laissez ce bandeau (vous pouvez alors contacter les auteurs).
- Si vous supprimez le contenu mis en cause (vous pouvez préalablement contacter les auteurs),

argumentez précisément cette suppression dans la page de discussion
(un manque de référence n'est pas un argument ; une recherche réelle de référence doit avoir été effectuée, être formellement documentée).
Par l'étymologie, la perversion peut être définie au sens B donné par le CNRTL comme l'« action de détourner quelque chose de sa vraie nature ».
En référence au mythe de Narcisse, le narcissisme peut être défini psychologiquement (Sens A du CNRTL) comme un « intérêt excessif pour (l'image de) soi, associant survalorisation de soi et dévalorisation de l'autre, habituel chez l'enfant, courant chez l'adolescent, compensatoire chez l'adulte ».
En tant que notion de Paul-Claude Racamier au départ, la « perversion narcissique » est issue de l'association théorique opérée par celui-ci des notions freudiennes de « perversion » et de « narcissisme » auxquelles il fait référence : dans l'article originel il invoque Freud à de nombreuses reprises et utilise la sexualisation de la psyché en parlant d'« orgasme psychotique du moi » et d'« érotisation des défenses » pour intituler les chapitres qui précédent celui intitulé « perversions narcissiques » (p. I306)[source insuffisante].
Racamier propose dans le cadre de cette théorie le principe d'une réorganisation psychique alternative à la psychose, mais utilisant pourtant les mêmes ressorts d'« érotisation des défenses », mais dans un cadre théorique nouveau. Une distinction peut alors être présentée relativement à la perversion « non narcissique » et au trouble de la personnalité narcissique.[réf. nécessaire]
Il n'additionne pas ces deux notions décrites, mais renvoie aux notions telles que dépeintes par Freud pour décrire une situation singulière et non assimilable à ces dernières : relativement au narcissisme il a même été défendu que le rapport était inversé[pas clair]. La Revue française de psychanalyse fait le lien avec la notion d'anti-narcissisme de Francis Pasche pour expliquer que :

« Dans la perversion narcissique décrite par Racamier, la dimension anti-narcissique est devenue inapparente : elle aurait disparu, se serait effacée. Mais le pervers narcissique a pourtant “besoin” des autres comme “ustensiles” pour échapper à sa conflictualité interne »

Le trouble de la personnalité narcissique serait encore compensé par une pulsion inverse, vers plus d'image de soi-même, qui serait rendue imperceptible dans le cas de cette perversion narcissique puisque c'est l'image de l'autre qui est utilisée.[réf. souhaitée]
Relativement à la perversion chez Freud, la distinction conceptuelle de la perversion narcissique ne fait pas l'unanimité en matière de pertinence. Paul-Claude Racamier distingue une perversion à but exclusivement narcissique, ce qu'il exprime dans la phrase « Tuez-les, ils s’en foutent, humiliez-les, ils en crèvent ». D'autres psychanalystes, dont Marie-Claude Defores, Dominique-France Tayebaly ou Serge Reznik, soutiennent que, dans la réalité clinique, elle ne diffère pas de la perversion selon Freud. Cette notion suffirait dans la mesure où « le mot de perversion est employé pour qualifier l'instrumentalisation de l'humain et toutes les entreprises de désubjectivation ».
La distinction relativement à la perversion sexuelle est explicite chez Racamier « Ce n'est pas une perversion sexuelle, plutôt une perversité. »(p. I307). Ce qui rejoint le cadre[Qui ?] défini par Jean Bergeret qui distingue la « perversion de caractère » dont l'objectif est de dénier à l'autre la possibilité de ressentir des intérêts propres afin de nourrir les siens, de la « perversion sexuelle » dont le but est d'imposer ses pulsions et fantasmes sexuels aux autres sans leur accord[réf. souhaitée].
Le placement de la perversion narcissique relativement à chacune de ces deux pathologies est pourtant explicite dans la définition de 1986(p. I307) :

« Il est cependant vrai que les narcissiques les plus pervers se dérobent à nos regards de clinicien ; mieux vaudrait même pour nous de ne pas avoir trop à croiser leur chemin. C'est bien de ceux-là qu'il s'agit quand on décrit les imposteurs (P. Greenacre) et les escrocs. »

Racamier précise avant qu'il peut s'agir de « psychotiques plus ou moins cicatrisés sur le mode perversif ou de mère de psychotique ». On a donc, d'après la formalisation de la notion de 1986, affaire à la fois à une sorte de narcissique, et une sorte de pervers, mais hors du cadre clinique habituel, car, comme il le précise ensuite, « la perversité est tournée vers le social ».